# Felix Schiller
Felix Schiller (* 6. Dezember 1989 in Berlin) ist ein ehemaliger deutscher Fußballspieler. Er wurde in der Abwehr eingesetzt und stand im Profibereich zuletzt beim VfL Osnabrück unter Vertrag.

## Karriere
Von 2001 bis 2005 spielte Schiller für Tasmania Gropiusstadt. Im Anschluss daran wechselte er zu Werder Bremen und wurde 2007 Norddeutscher Meister mit der U-19-Mannschaft. Zur Saison 2008/09 wurde er in den Kader des zweiten Seniorenteams aufgenommen, sodass er am 12. November 2008 sein Profidebüt bei der 0:1-Heimniederlage gegen Dynamo Dresden bestritt. In der Folge wurde er regelmäßig in der 3. Liga eingesetzt und pendelte dabei meist zwischen Startaufstellung und Ersatzbank. Nach seinem letzten Jahr in Bremen mit zwölf Ligaeinsätzen wechselte der Innenverteidiger im Sommer 2011 zum Zweitligaabsteiger Rot-Weiß Oberhausen. In der Saison 2011/12 eroberte sich Schiller einen Stammplatz, stieg mit dem Verein jedoch aus der 3. Liga ab.
Ab Sommer 2012 spielte Schiller für den 1. FC Magdeburg in der Regionalliga Nordost. Seine erste Saison beendete er mit dem FCM auf dem sechsten Tabellenplatz. In der Saison 2013/14 wurden die Magdeburger Vizemeister. 2015 stieg Schiller als Teil der Mannschaft nach der Relegation gegen Kickers Offenbach in die 3. Liga, 2018 dann in die 2. Fußball-Bundesliga auf. Insgesamt absolvierte er über 100 Pflichtspiele für den 1. FC Magdeburg bis zu seinem Vertragsende 2018.
Zur Saison 2018/19 unterschrieb Schiller einen Zweijahresvertrag beim Drittligisten VfL Osnabrück. Aufgrund einer Verletzung im September 2018 und einer Rotsperre kam er in der Hinrunde nur zu acht Ligaeinsätzen. Nach einer erneuten und anhaltenden Knieverletzung im Januar 2019 sah Schiller sich nicht mehr dazu in der Lage, seine Profikarriere fortzusetzen und beendete diese. Sein bis 2020 laufender Vertrag beim VfL Osnabrück wurde aufgelöst. Zwischenzeitlich studiert er hauptberuflich als Quereinsteiger auf Lehramt für Grundschulpädagogik an einer Berliner Grundschule.
Mit dem Saisonbeginn der Berlin-Liga 2019/2020 schloss er sich seinem Jugendverein TSV Rudow an, für den er als Mannschaftskapitän drei Spiele absolvierte. Nach einer einjährigen Pause schloss Schiller sich im Sommer 2021 dem Brandenburgligisten Blau-Weiß Petershagen-Eggersdorf an, für den er nochmals 13 Spiele absolvierte. Im  Sommer 2022 beendete er endgültige seine fußballerische Laufbahn.
Nach seinem Karriereende arbeitet Schiller als Grundschullehrer für Mathematik, Deutsch und Sport in Berlin. Eine gewisse öffentliche Resonanz erhielt er dadurch, dass sich im September 2024 eine frühere Lebensgefährtin in der Quizsendung Wer wird Millionär? zu ihrer Beziehung äußerte.

## Erfolge
- Norddeutscher Meister der U19 mit Werder Bremen: 2007
- Meister der Regionalliga Nordost mit dem 1. FC Magdeburg: 2015
- Aufstieg in die 3. Liga mit dem 1. FC Magdeburg: 2015
- Meister der 3. Liga mit dem 1. FC Magdeburg: 2018
- Aufstieg in die 2. Liga mit dem 1. FC Magdeburg: 2018